# Dragonerregiment „Althann“

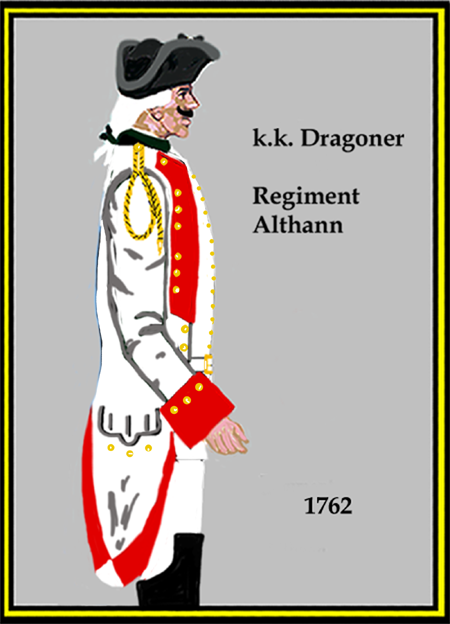

Das Regiment war ein Kavallerieverband, der 1733 als Kohary-Dragoner für die kaiserlich-habsburgische Armee errichtet wurde.
Zur Systematik wurden nachträglich folgende Nummerierungen eingeführt: 1733/2 (nach Tessin), Dragonerregiment D XIII (nach Bleckwenn).
Bis zum Jahre 1798 wurden die Regimenter nach ihren jeweiligen Regimentsinhabern (die nicht auch die Kommandanten sein mussten) genannt.

## Formationsgeschichte
- 1733: Laut Capitulation vom 4. November des Jahres wurden acht Kompanien durch den Obristen Graf Koháry auf eigene Kosten, die übrigen gegen Empfang des Werbegeldes, mit einem Stamm von Chargen und altgedienter Mannschaft von einigen älteren Regimentern aufgestellt.
- 1768: wurde das Regiment wieder aufgelöst, die Grenadier-Kompanie an das neu aufgestellte 2. Carabinier-Regiment (später Dragoner-Regiment Nr. 1), je eine der Eskadronen an die Dragoner-Regimenter Savoyen Nr. 13, Batthyányi Nr. 10, „Württemberg“ Nr. 11, Liechtenstein (1775 aufgelöst), Jung-Modena (1802 Dragonerregiment Nr. 5) und Hessen-Darmstadt (1860 als Dragonerregiment Toscana Nr. 4 aufgelöst) abgegeben.

## Friedensgarnisonen
- 1736–37 Siebenbürgen
- 1740 Deés
- 1741–42 Debreczin
- 1747 Cremona
- 1748 Nagy-Tapolcsán
- 1750 im Neograder und Heveser Komitat
- 1753–56 Požega
- 1763 Wien
- 1766–68 Güns

## Regimentsinhaber
- 1733 Obrist Andreas Graf Koháry
- 1758 Feldmarschall-Lieutenant Michael Graf Althann

## Regiments-Kommandanten
- 1733 der Inhaber Obrist Graf Koháry
- 1734 Obrist Franz Xaver Graf Forgách
- 1739 Obrist Mladota von Solopisk
- 1742 Obrist Ludwig Graf Gross
- 1744 Obrist Philipp Christian Prinz Löwenstein-Wertheim
- 1752 Obrist Gabriel Graf Keglevich,
- 1759 Oberst Caspar Freiherr Rummel von Waldau
- 1768 Oberstlieutenant Gundacker von Wolff

## Gefechtskalender
Polnischer Erbfolgekrieg
- 1734 Nach der Herstellung der Einsatzbereitschaft verlegte das Regiment nach Siebenbürgen, hatte jedoch keine Gefechtstätigkeit
- 1737–39 Kämpfe in der Walachei

Österreichischer Erbfolgekrieg
- 1742 Verlegung nach Böhmen, Teilnahme an der Belagerung von Prag
- 1743 Verlegung nach Italien
- 1744 Teilnahme am Feldzug gegen Neapel
- 1745 Sicherungs- und Patrouillendienste in Oberitalien, ohne Gefechtstätigkeit
- 1746 Kämpfe bei Piacenza. Verfolgungskämpfe gegen die sich zurückziehenden Spanier
- 1747 An der Einnahme von Genua (der Bocchetta) beteiligt

Siebenjähriger Krieg
- 1757 Als Deckungstruppe in Wien
- 1758 Teilnahme an der Schlacht bei Hochkirch und der Belagerung von Neisse
- 1759 Kämpfe im Korps Harsch in Oberschlesien
- 1760 In der Armee Loudons bei den Schlachten bei Landshut und Liegnitz eingesetzt
- 1761 Sicherungs- und Patrouillendienste in Schlesien, ohne Gefechtstätigkeit
- 1762 Gefecht bei Peilau

## Adjustierung
- 1738: weißer Rock, rote Aufschläge
- 1757: dunkelblauer Rock und Hosen, ponceaurote Aufschläge
- 1765: roter Rock, zitrongelbe Egalisierung, weiße Hosen
- 1767: weißer Rock, ponceaurote Egalisierung, weiße Hosen, weiße Knöpfe

## Regimentsgliederung
Das österreichische Kavallerie-Regiment bestand zunächst aus vier, später aus drei Divisionen.
Eine Division beinhaltete in einem Kavallerie-Regiment drei Eskadronen zu je zwei Kompanien. Die drei Divisionen (Bataillone) des Regiments wurden (theoretisch) jeweils vom Oberst, dem Oberstleutnant und dem Major geführt. Daher rührt auch die jeweilige Bezeichnung:
- die 1. Division war die Oberst-Division
- die 2. Division war die Oberstlieutenants-Division
- die 3. Division war die Majors-Division
- die 4. Division war die 2. Majors-Division
- die 5. Division (so vorhanden) war die 3. Majors-Division

Eine Kompanie bestand aus etwa 80 Reitern.